# Nicole (cantante chilena)
Denisse Lillian Laval Soza (Santiago, 19 de enero de 1977), también conocida monónimamente como Nicole, es una cantante de pop-rock chilena. Su carrera musical comenzó cuando editó su primer álbum en 1989.
Participó del nacimiento de la industria pop local con su debut Tal vez me estoy enamorando (1989) hasta convertirse en una de las figuras del sello BMG a mediados de la década de 1990 con más de 120 mil copias vendidas de sus discos Esperando nada (1994) y Sueños en tránsito (1997). Luego firmó para el sello Maverick Records de Madonna y lanzó Viaje infinito (2002) desde Estados Unidos, con el que obtuvo una nominación al Grammy Latino. Luego publicó bajo su propio sello APT. (2006), disco grabado en su departamento de Miami y masterizado en Londres.
Su carrera le ha permitido ser dueña de un repertorio que se mueve desde el pop con elementos del soul, rock y electrónica, escoltada por productores como Tito Dávila, Cristián Heyne, Gustavo Cerati y Andrés Levin. También ha colaborado en discos de Marciano, Rosario Mena, Pedro Frugone, Alamedas, Francisco González de Lucybell y en tributos musicales a Inti Illimani, Mauricio Redolés y Gustavo Cerati.
También ha incursionado en los medios de comunicación como conductora de radio Rock & Pop y como coach del programa The Voice Chile.

## Primeros años
Se crio junto a su familia y desde pequeña demostró su afición por la música y el baile. Estudió en el colegio Saint Gabriel's School, donde sobresalió dentro de las actividades musicales que se desarrollaban allí, además de participar en obras de teatro, comerciales publicitarios para televisión y en presentaciones de ballet clásico producidos por la Academia de baile de Karen Connolly, donde estudiaba.
Con el apoyo de su familia, comenzó a participar en concursos de canto en programas de televisión, llamando la atención por su habilidad de intérprete, y desplante en el escenario.

## Carrera

### 1985-1995
En 1985 Denisse forma parte del «Clan Infantil» del programa Sábado gigante. En 1987 Denisse participa en el programa busca talentos infantiles Festiniños donde gana el primer lugar, con la canción «Niños de esta tierra» compuesta por Marco Aurelio.
Luego Nicole abandonaría su carrera musical por cinco años para privilegiar sus estudios de enseñanza media, hasta que en 1994 y con diecisiete años Nicole viajó a España para grabar su nuevo álbum junto a Tito Dávila, exmiembro del grupo Enanitos Verdes y colaborador de Christina y Los Subterráneos. El álbum Esperando nada lanzado bajo el alero de la discográfica BMG en 1994 incluyó doce temas, una mitad inédita compuesta por el chileno Claudio Quiñónez y otra media docena de nuevas versiones para temas como «Sin gamulan» de Los abuelos de la nada, «Cuando yo me transforme» de Litto Nebbia y «Extraño ser» de Man Ray, «Esperando nada» de Antonio Vega, «Solo el mar» de Francis Amat y «Tres pies al gato» de Nicole Brill.
Esperando nada se convirtió en el disco chileno más importante del año y la canción «Dame luz» fue el sencillo más programado del año 1995 en las radios del país. Algunos de los logros alcanzados por este material fue ser triple disco de platino por sus ventas, ganar el premio «Top Music» como «Mejor Solista Femenina» y nominaciones a los premios APES en varias categorías, con todo esto Nicole decidió iniciar un proceso de internacionalización que, si bien comenzó con la publicación del disco en otros mercados, fue postergado por su sello discográfico. En el otoño de 1995, Nicole con dieciocho años daba a conocer su segundo sencillo «Esperando nada», canción que alcanzó un éxito similar a «Sin gamulán». Más tarde, «Dame luz» comenzó a sonar como tema principal de la teleserie Amor a Domicilio, que también incluyó las baladas «Cuando yo me transforme» y «Con este sol». Ese mismo año, Nicole ganó discos de oro y platino. Por entonces, MTV Latinoamérica ya rotaba sus videos y la cantante comenzó a tocar en vivo, haciendo más de cien presentaciones en un año a lo largo de todo Chile.
Tras su éxito en 1995, Nicole continúo un nuevo año con la idea de componer para un nuevo disco. Paralelamente, realizó su primera gira promocional a España y su primer concierto en el extranjero en República Dominicana. Durante este proceso de búsqueda y con los demos de «Despiértame», «Sirenas» y «Cuervos», Nicole logró contactar al líder de Soda Stereo, Gustavo Cerati para que escuchara su nuevo repertorio, quien accedió a acompañarla en la preparación de su nuevo disco.

### 1996-1999
En 1996, Nicole fue invitada a participar en el Festival Internacional de la Canción de Viña del Mar de ese año. Luego de media hora, su show fue cortado abruptamente por el animador, debido a una caída en la sintonía televisiva. La cantante tuvo que salir del escenario sin su galvano de participación y la transmisión fue cortada en televisión. Como resultado, Nicole y BMG rompieron relaciones con la mánager Estela Mora. Luego de este episodio, la cantante decidió alejarse del espectáculo por casi un año, aunque participó en la Teletón 1996.
En enero de 1997, la banda ingresó a los estudios Master de Santiago para ensayar las canciones. Junto al ingeniero en sonido Guillermo Ugarte (exintegrante del grupo electrónico Los Mismos) Cerati, Nicole y Sylleros fueron dando cuerpo al nuevo álbum, más orientado al pop electrónico. Tras su masterización en Londres en abril del mismo año, Nicole retornó a las radios chilenas con «Despiértame», sencillo de adelanto de su tercer disco Sueños en tránsito publicado por BMG en 1997.
El álbum fue publicado y lanzado en vivo en el mes de junio. Sueños en Tránsito contiene seis canciones compuestas por Nicole en colaboración de Andrés Sylleros y Sebastián Piga ambos exintegrantes de la banda Upa! y «Verte reír» con firma propia, además de dos temas inéditos de Sara Ugarte del grupo de rock femenino Venus, «Noche» del argentino Leo García (ex Avant Press), «No soy de nadie» de Carola Bony y un track instrumental de Cerati, Ugarte y el baterista Andrés Baeza titulado «Lunas».
Sueños en tránsito fue elegido disco del año por los lectores del suplemento juvenil Subte del diario La Tercera, además del sencillo «Despiértame» ser premiado en MTV en la categoría «Mejor Interpretación en Vídeo», con esto Nicole se convirtió en la primera artista chilena en obtener un premio de la cadena de vídeo música más influyente del continente. El álbum superó la categoría platino en Chile por sus ventas, mientras en radios sonaron los sencillos «Todo lo que quiero», «Noche», «No soy de nadie» y «Sirenas». Posteriormente, Nicole presentó en vivo su disco en Argentina, Paraguay y tres años después en México.

### 2000-2005

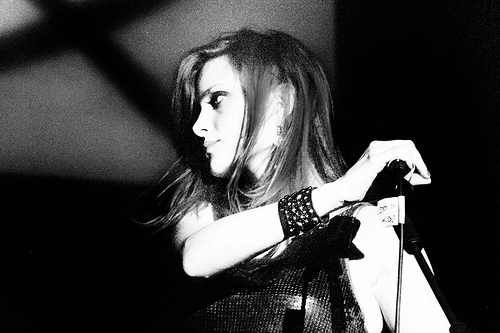
Nicole en uno de sus conciertos.

En 2000, Nicole se trasladó a Ciudad de México para comenzar una nueva etapa. Meses más tarde, en el Hard Rock Cafe, Nicole presentó en vivo Sueños en Tránsito, con la presencia de Café Tacuba, La Ley, Aleks Syntek y Julieta Venegas. En ese periodo, la cantante firmó para ser parte de los artistas de Maverick Música, filial latina del sello norteamericano propiedad de la cantante Madonna.
El 11 de septiembre de 2001, Nicole se encontraba en Nueva York grabando las canciones de lo que sería su próximo álbum. Bajo la producción del venezolano Andrés Levin y acompañada de músicos como Sterling Campbell, Sandra Park y Jimmy Frazier. Como resultado del atentado de las Torres Gemelas, las sesiones de grabación fueron suspendidas por dos semanas. En diciembre de ese mismo año Nicole, con nueva residencia en Miami, adelantó en las radios chilenas el primer sencillo de su cuarto disco llamado «Viaje infinito», primer tema lanzado a cargo del sello Maverick y Warner en 2002; además de este sencillo, llegaron a las radios los sencillos «Amanecer» y «Vida».
En paralelo, su excasa discográfica publicó un disco de grandes éxitos, que incluía además dos temas inéditos de Esperando Nada y un tema de Sueños en tránsito, el cual era «Cielos», pero cantado en italiano. El álbum Viaje infinito se lanzó en los Estados Unidos el 21 de mayo de 2002 y dentro del proceso de promoción, la cantante compartió escenario con artistas como el grupo Chicago, Sheryl Crow, Diego Torres, La Ley, Juanes, Cristian Castro, Joss Stone, Nelly, Black Eyed Peas, entre otros. También fue presentadora de los World Music Awards en Mónaco.
En 2004, regresó a Chile para mostrar su último disco en vivo antes de concentrarse en la composición de un nuevo trabajo.
A pesar de recibir críticas positivas, Viaje infinito obtuvo bajas ventas en comparación a sus anteriores lanzamientos.
Durante su visita, colaboró como artista invitada en el disco Absoluto del dúo electrónico Marciano compuesto por Rodrigo Castro y Sergio Lagos. Además, formó parte del elenco de la película Se arrienda, ópera prima del escritor y cineasta chileno Alberto Fuguet, donde Nicole encarna a Vanessa Voss, una cantante pop. Adicionalmente participa de la banda sonora de la película con la canción «No me confundas».
Tras su partida, el joven periodista Nicolás Soto estrenó el documental "Pop del Sur" dedicado a la cantante en el Festival In Edit de Santiago. Posteriormente, Nicole regresó a su residencia en Miami para retomar el proceso de composición junto al líder de su banda Jimmy Frazier y su amigo Martín Chan del grupo Volumen Cero. El proceso se extendió por varios meses en el departamento de la cantante.

### 2006-2009

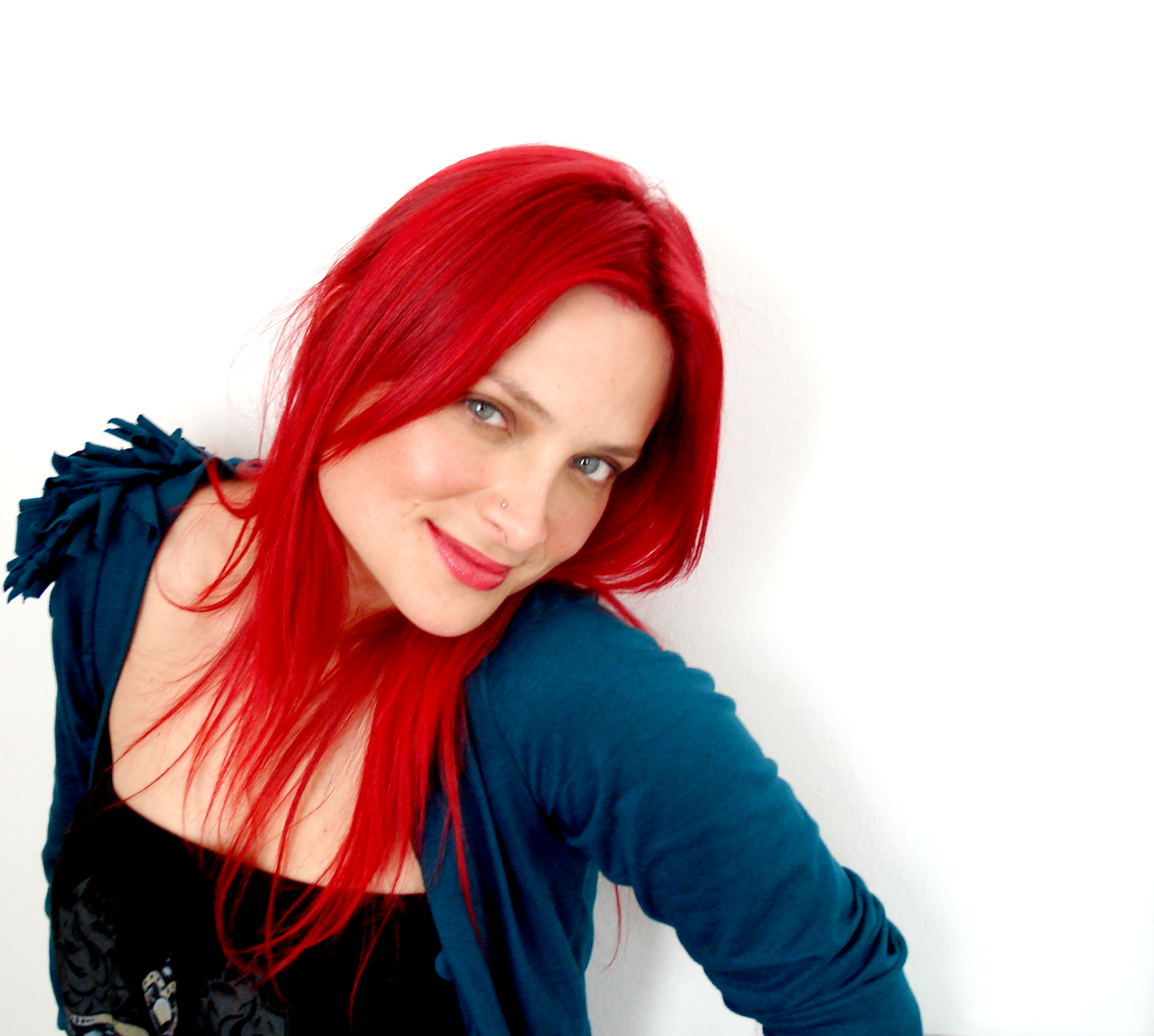
Nicole en una sesión fotográfica para el portal Paniko.

Luego del cierre de la filial latina de Maverick, en junio de 2006, Nicole regresó a Chile para presentar su nuevo álbum APT bajo su sello propio llamado Chika Entertainment Inc., la quinta pieza de su discografía. La placa contiene diez canciones, de las cuales ocho pertenecen a su propia autoría, más el tema «El camino» del cantautor argentino Leo García y una nueva versión para «Rapture» del grupo Blondie. El primer sencillo fue «Si vienes por mí», el videoclip de esta canción fue filmado completamente por cámaras de celular en Waterloo Station, en Londres y fue destacado en las principales cadenas de vídeo música mientras que el disco fue bien recibido por la crítica de la revista especializada Rolling Stone.
Ese mismo realizó un variado número de presentaciones en vivo que convocaron a más de seis mil personas. El columnista David Ponce del portal Emol se refirió a sus conciertos como «Lo mejor del show de Nicole es Nicole. Y lo es más con un repertorio de frecuentes éxitos que, aunque ella misma conspira contra la sorpresa al anunciarlo con frases como "ahora vamos a recordar", está recreado en nuevos arreglos y casi nunca la audiencia puede predecir lo que viene a continuación».
Durante su paso por Chile, Nicole fue homenajeada por la comunidad gay. Y es que en 1997, la cantautora había compuesto el tema «Sirenas» inspirado en la historia de una amiga lesbiana y que además de convertirse en uno de sus más importantes sencillos, fue un lírico reconocido ampliamente entre la comunidad LGBT.
Durante este período, Nicole ha colaborado en proyectos como el nuevo disco de Francisco González (ex Lucybell) Mi propia luz con la canción «Sueño eterno», Pedro Frugone (exguitarrista de La Ley) en Yo objeto con la canción «Fraude», Sebastián Piga en su disco Sundance volumen 1 para la canción «Moments» y para la cantautora indie/folk Rosario Mena con su tercer disco Perpetua en la canción «Dinero», además de un homenaje al poeta Mauricio Redolés producido por Julio Osses donde Nicole interpreta «El monstruo». A fines del 2006, la cantante decide establecerse en Chile y comienza a estructurar una gira nacional promocionando su nueva producción, el pie inicial lo dio en enero del 2007 en la Cumbre del Rock Chileno, en el Estadio Nacional.

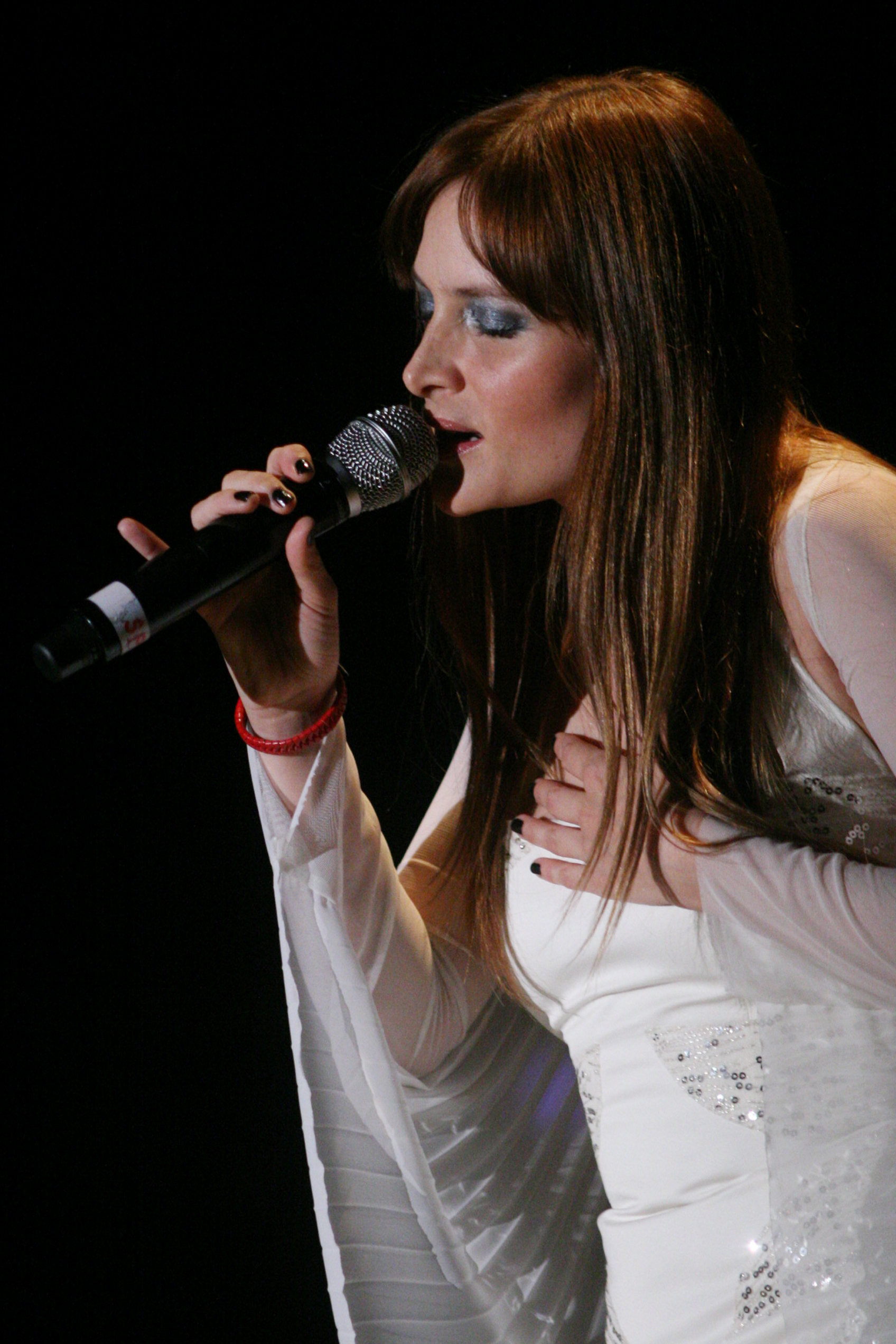
Celebrando sus veinte años de carrera con el concierto en el teatro Café de las Artes en 2009.

Nicole estrena su segundo sencillo «Veneno», e inicia su gira con el Cristal En Vivo en a principios de 2007, llevando a la cantante a realizar dos fechas presentándose ante cinco mil personas en Valparaíso y doce mil en Valdivia. El vídeo de «Veneno» fue filmado en un baño público del Club Hípico de Santiago y tiene como eje central las adicciones. En un comienzo, el vídeo fue rechazado por la cadena MTV por contener imágenes explícitas; sin embargo, el video finalmente fue incluido en la programación. A comienzos de julio, Nicole viaja a Nueva York para presentarse en el marco de evento de Latin Alternative Music Conference donde promociona su nuevo material acompañada de su guitarra acústica. Semanas más tarde, la cantante viaja a México, donde comienza la campaña de promoción de su nuevo álbum. Acompañada de su novio, el cantautor Sergio Lagos, Nicole se presenta en vivo, acompañada de su banda, en diferentes locales.
De regreso a Chile, Nicole es invitada a participar en la Marcha del Orgullo Gay, manifestación que convocó a más de trece mil personas. Cercanos a la fecha de la Teletón en Chile, Nicole es invitada junto a otros músicos chilenos como José Alfredo Fuentes, Daniel Guerrero y el grupo Croni-K a interpretar «Dime yo estoy», himno de la campaña del 2007. Entre tanto, las canciones «Veneno» y «Bipolar» son incluidas en la banda sonora de la primera película de la directora Coca Gómez Normal con alas. A fines de noviembre, sale al mercado la realización de la segunda edición de APT., que incluye una pista adicional llamado «Lágrimas de Sal» (Live Acoustic) y una pista CD-R con los videoclips «Si vienes por mí», «Veneno» y «Culpables», bajo la distribución del sello Oveja Negra en asociación con el sello de Nicole llamado Chika Entertainment Inc..
Durante inicios de 2008, Nicole se une a la gira Garage Music Tour, que constaba de ocho fechas de conciertos gratis a lo largo de Chile. Allí se reunieron bandas como Los Tres, Sinergia, Javiera y Los Imposibles, Sergio Lagos, Francisca Valenzuela, Jorge González, De Saloon, Gonzalo Yáñez, entre otras, reuniendo a más de cien mil personas. Además, debuta como conductora de TV con el programa Bis del canal de cable Vía X, donde mostraba presentaciones de bandas nacionales e internacionales.
En 2009, la artista participa en la segunda versión de la Cumbre del Rock Chileno, precisamente, en el Club Hípico de Santiago. Además, participa en el programa Todos a coro de TVN, junto al coro de la cárcel de Talagante, quienes finalmente fueron los ganadores. También participó como presentadora en la ceremonia de entrega de los Premios Altazor 2009, efectuada en el Movistar Arena.
El 29 de octubre de 2009, ella repasó sus veinte años de música en el Teatro Nescafé de las Artes con éxito de espectadores. De esta presentación saldría al año siguiente el 18 de diciembre de 2010 su álbum recopilatorio titulado 20 años en formato tradicionales y vinilo, este material incluye además un DVD de un documental que retrata los intensos días de trabajo ante la preparación del concierto de celebración de su vigésimo aniversario en la música, donde paralelamente hace una revisión de sus comienzos en la escena musical chilena, culminando con una catarsis de su propia historia.

### 2010-presente

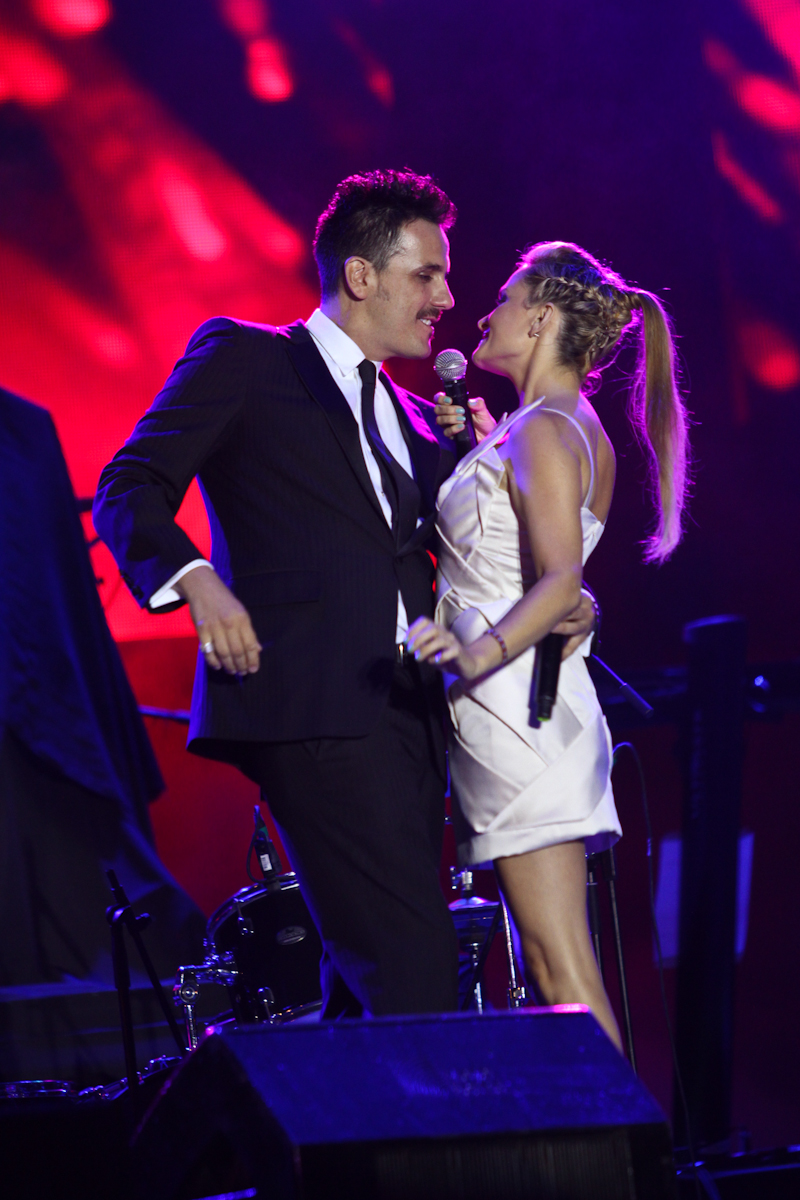
Nicole junto a su esposo Sergio Lagos en el Festival de Antofagasta 2012.

En 2010, participó en el Chile ayuda a Chile, donde cantó junto a varios artistas el tema «Sólo le pido a Dios» de León Gieco. Ese mismo año, también se presentó en la Teletón de ese año, en donde interpretó «Que cante la vida» de Alberto Plaza, junto a varios artistas. Por otro lado participó del Festival El Abrazo, efectuado días después de esa Teletón.
En 2011, la artista se integra como jurado del programa Mi nombre es, de Canal 13, programa que conduce su marido, Sergio Lagos. Debido al gran éxito el programa se extendió hasta 2012, con dos temporadas más. En enero de 2012 incursiona en la animación, reemplazando por un día a Tonka Tomicic en el programa diario de Canal 13 Bienvenidos. Debido a la buena evaluación interna y del público, Nicole es elegida para conducir el matinal durante el mes de febrero mientras la conductora titular toma vacaciones, mejorando resultados de audiencia, logrando desarrollo y cohesión con el equipo del matinal. En abril de 2012, Nicole protagoniza junto a Martín Cárcamo se transforman en rostros publicitarios de la empresa Claro Chile. También su canción «Hoy» fue utilizada como el tema central de la telenovela nocturna de Canal 13 Soltera otra vez que alcanzó altos niveles de sintonía, ayudando a que la canción regrese a las listas de popularidad tras su lanzamiento oficial en 2009, obteniendo mayor repercusión. A su vez continúa con las labores de jurado del programa Mi nombre es, esta vez en formato Vip, es decir con la participación de conocidas figuras de todas las áreas.
En junio de 2013 la cantautora lanza «Baila», primer sencillo de su sexta producción de estudio llamado Panal, álbum que fue producido junto a Cristián Heyne. Panal es el tercer trabajo que realiza bajo su propio sello Chika Entertainment Inc. y salió publicado en formato Digital, CD y vinilo. De ese disco también lanzó los sencillos «Románticos» y «Pequeñas cosas buenas», además colabora Fernando Milagros en la canción «Columna vertebral». 
En 2015, regresó al escenario del Festival de Viña del Mar como jurado y con espectáculo. Ese mismo o año, participa del programa The Voice Chile de Canal 13, donde cumplió el rol de entrenador junto a Luis Fonsi, Álvaro López y Franco Simone. Nicole fue la coach ganadora en la primera temporada, apadrinando al músico Luis Pedraza. Repitió el rol en la segunda temporada.

## Discografía

### Álbumes de estudio
| Tal vez me estoy enamorando                                         | - Lanzamiento: 27 de noviembre de 1989 - Sello: Musicavisión - Formatos: Casete                                     | — | - CHI: Oro        |
| Esperando nada                                                      | - Lanzamiento: 22 de noviembre de 1994 - Sello: RCA / Sony BMG - Formatos: CD, Casete                               | 1 | - CHI: 3x Platino |
| Sueños en tránsito                                                  | - Lanzamiento: 19 de junio de 1997 - Sello: RCA / Sony BMG - Formatos: CD, Casete                                   | 1 | - CHI: Platino    |
| Viaje infinito                                                      | - Lanzamiento: 25 de mayo de 2002 - Sello: Maverick Records / Warner Music - Formatos: CD, Casete                   | 8 |                   |
| Apt.                                                                | - Lanzamiento: 19 de julio de 2006 - Sello: Chika Entertainment Inc. / Oveja Negra - Formatos: CD, Descarga digital | 5 |                   |
| Panal                                                               | - Lanzamiento: 26 de septiembre de 2013 - Sello: Evolución Discos - Formatos: CD, Descarga digital,Vinilo           | 3 |                   |
| Claroscuro                                                          | - Lanzamiento: 2022 - Sello: - - Formatos: Descarga digital,Vinilo                                                  |   |                   |
| "—" significa que el álbum no fue lanzado o no apareció en la lista | |   |                   |

### Álbumes recopilatorios
| Grandes éxitos                                                      | - Lanzamiento: 5 de marzo de 2002 - Sello: BMG - Formatos: CD, Casete                                                   | — |  |
| 20 años                                                             | - Lanzamiento: 18 de diciembre de 2010 - Sello: Chika Entertainment Inc. / Feria Music - Formatos: CD, Descarga digital | 2 |  |
| "—" significa que el álbum no fue lanzado o no apareció en la lista | |   |  |

### Sencillos
| «Tal vez me estoy enamorando»                                          | 1989        | 4  | Tal vez me estoy enamorando |
| «¿Qué hacer para conquistarlo?»                                        | 1990        | —  | Tal vez me estoy enamorando |
| «¿Qué está pasando en mí?»                                             | 1990        | —  | Tal vez me estoy enamorando |
| «Bicicletas»                                                           | 1990        | —  | Tal vez me estoy enamorando |
| «Príncipe azul»                                                        | 1991        | —  | Tal vez me estoy enamorando |
| «Sin gamulán»                                                          | 1994        | 2  | Esperando nada              |
| «Esperando nada»                                                       | 1995        | 1  | Esperando nada              |
| «Dame luz»                                                             | 1995        | 2  | Esperando nada              |
| «Extraño ser»                                                          | 1996        | 6  | Esperando nada              |
| «Sigo buscándote»                                                      | 1996        | —  | Esperando nada              |
| «Sólo el mar»                                                          | 1996        | —  | Esperando nada              |
| «Despiértame»                                                          | 1997        | 11 | Sueños en tránsito          |
| «Todo lo que quiero»                                                   | 1997        | 31 | Sueños en tránsito          |
| «No soy de nadie»                                                      | 1998        | 95 | Sueños en tránsito          |
| «Noche»                                                                | 1998        | 8  | Sueños en tránsito          |
| «Sirenas»                                                              | 1998        | —  | Sueños en tránsito          |
| «Viaje infinito»                                                       | 2002        | 20 | Viaje infinito              |
| «Amanecer»                                                             | 2002        | 22 | Viaje infinito              |
| «Vida»                                                                 | 2003        | 51 | Viaje infinito              |
| «Lágrimas de sal»                                                      | 2003        | —  | Viaje infinito              |
| «Si vienes por mí»                                                     | 2006        | 49 | Apt.                        |
| «Veneno»                                                               | 2007        | 63 | Apt.                        |
| «Culpables»                                                            | 2007        | 91 | Apt.                        |
| «El camino»                                                            | 2008        | 87 | Apt.                        |
| «Trapped in time»                                                      | 2008        | —  | Apt.                        |
| «Hoy»                                                                  | 2009 - 2012 | 7  | -                           |
| «Baila»                                                                | 2013        | 33 | Panal                       |
| «Románticos»                                                           | 2013        | 28 | Panal                       |
| «Pequeñas cosas buenas»                                                | 2014        | 9  | Panal                       |
| «Nuestro tiempo»                                                       | 2014        | 50 | Panal                       |
| «Partir»                                                               | 2015        | 43 | Panal                       |
| «Quédate»                                                              | 2021        | 27 | Claroscuro                  |
| «Valientes»                                                            | 2021        |    | Claroscuro                  |
| "—" significa que la canción no fue lanzada o no apareció en la lista. |             |    | Claroscuro                  |

#### Canciones promocionales
| «No me confundas»                                                      | 2004 | —  |  | Banda sonora de Se arrienda, incluida después en Apt. |
| «Arráncame la vida»                                                    | 2009 | 45 |  | Banda sonora de Sin anestesia                         |
| "—" significa que la canción no fue lanzada o no apareció en la lista. |      |    |  |                                                       |

#### Como artista invitada
| Título                          | Año  | Álbum            |     |
| Título                          | Año  | Álbum            | CHI |
| ------------------------------- | ---- | ---------------- | --- |
| «El sol y la luna» (con Yeti)   | 2011 | Años luz         |     |
| «Busca la salida» (con Zaturno) | 2012 | Zaturno esencial |     |

## Filmografía
| Fecha | Película            | Personaje    | Director               |
| ----- | ------------------- | ------------ | ---------------------- |
| 2009  | Es Pop              | Agatha       | Alterado! Producciones |
| 2005  | Se Arrienda         | Vanessa Voss | Alberto Fuguet         |
| 2005  | Nicole: Pop del Sur | Ella Misma   | Nicolás Soto-Chacón    |
| 2004  | La Amiga            | Sonia        | Ricardo de Montreuil   |